# Форос (судно)
ТДК-20, СДК-20, с 1976 года Опытовое судно «Форос» — средний десантный корабль проекта 770д опытовое судно Балтийского и Черноморского флота. После переоборудования опытовое судно (ОС-90) Черноморского флота проекта 10030 с лазерным комплексом «Аквилон». Использовалось для испытаний на Чёрном море автономного противоракетного лазерного оружия, которое в перспективе могло бы использоваться в космосе. Испытания показали низкий КПД лазерной установки при огромных энергозатратах.

## Постройка
Средний десантный корабль «СДК-20» проекта 770д был построен на Гданьской Северной верфи, Польша, (заводской номер 770D/2). Был заложен 15.07.1961 года как ТДК-20, спущен на воду 16.03.1963 года, вступил в строй 30.09.1963 года.

## Служба

### СДК
Первоначально вошел в состав Балтийского флота. Выполнил межфлотский переход и впоследствии корабль был перечислен в состав Черноморского флота, 197-я бригада десантных кораблей.

### Опытовое судно
В 1976 году главком ВМФ СССР С. Г. Горшков утвердил задание ЦКБ «Черноморец» на переоборудование среднего десантного корабля «СДК-20» в опытовое судно.
Переоборудование корабля вёл севастопольский «Севморзавод». На создание компонентов «мощной силовой установки» и перестройку бывшего десантного корабля потребовалось семь лет. Изменения коснулись корпуса — аппарели заменили форштевнем и носовой секцией. Дополнительные бортовые були были сделаны шириной до 1,5 метра, добавили коффердамы и звукопоглощающую изоляцию. Новая конструкция была разработана под руководством начальника сектора ЦКБ «Черноморец» Е. Гарбушина. Авторский надзор проводил ЦКБ «Черноморец». Участвовал в испытаниях экспериментального морского варианта лазерного комплекса «Аквилон». Уже первые испытания лазерного оружия прошли успешно и уничтожили низколетящую ракету. Испытания показали низкий КПД лазерной установки при огромных энергозатратах.
Опытовое судно «ОС-90» было включено в состав флота 30.10.1984 г., входило с состав 311-го дивизиона опытовых судов с базированием на Феодосию.
Все работы по «боевой лазерной тематике», по официальным данным, были прекращены ещё во второй половине 1980-х годов. В начале 1990-х годов прототип боевой лазерной установки был демонтирован. В 1996 году судно было исключено из состава флота и разделано на металл в Инкермане.

## Командиры
- старший лейтенант В. Машуков[2].